# Ofterschwang
Ofterschwang est une commune allemande, située dans l'arrondissement d'Oberallgäu, en Bavière. La ville compte 2027 habitants pour une densité de 98 habitants au kilomètre carré. Il se tient à Ofterschwang des épreuves de ski alpin comptant pour la coupe du monde.